# Артист (телешоу)
«Артист» — российская версия израильского проекта «Rising Star» — музыкального шоу талантов. Проходил на телеканале «Россия». Победу в проекте одержала певица Сюзанна Абдулла.

## Формат

### Оригинальное шоу
Оригинальное шоу под названием «Rising Star» («Восходящая звезда») вышло в Израиле в 2013 году. Проект показал высокие рейтинги, после чего телеканалы разных стран приступили к созданию национальных версий программы. На текущий момент шоу выходит в: США, Германии, Франции, Великобритании и в других странах. Российская версия называется «Артист» и транслируется по телеканалу «Россия». Ведущие проекта: Ольга Шелест и Владимир Яглыч. Члены жюри: Николай Фоменко, Юля Савичева, Евгений Маргулис и Лолита Милявская.

#### Кастинг
Прежде чем выйти на сцену и сразиться со стеной, участники проходили специальный отбор. Члены жюри (Фоменко, Савичева и Маргулис) прослушивали конкурсантов, после чего выносили решение: они предлагали покинуть студию через красный или синий коридор. Красный коридор означал, что участник не прошёл кастинг, синий коридор открывал дорогу в проект. Кастинг проводился в течение 8 дней в июне и июле 2014 года. За это время было отслушано около 800 претендентов. Некоторые фрагменты кастинга демонстрировались в видео-открытках, предваряющих выступление конкурсантов.

#### Отборочные программы
Шоу проходит в прямом эфире. Участник исполняет композицию, находясь перед интерактивной стеной, отделяющей сцену от зрительного зала. С помощью специального мобильного приложения телезрители и члены профессионального жюри определяют, проходит ли участник в следующий тур. Для положительного решения исполнителю требуется набрать минимум 70 % голосов (у каждого члена жюри по 7 %). Фотографии проголосовавших телезрителей отображаются при этом на интерактивной стене. Если необходимый минимум набран, стена поднимается.

#### Дуэли
18 участников, набравших максимальное количество баллов проходят в следующий тур, где сражаются друг с другом в формате дуэли. Первый конкурсант при этом исполняет песню перед поднятой стеной, стараясь набрать как можно больше баллов, второй поёт следом уже перед закрытой стеной. Если ему удаётся набрать большее количество баллов, стена поднимется. В полуфинал проходят участники, набравшие большее число баллов в своей дуэли.

#### Финал
Первый участник финала исполнял песню перед поднятой стеной, стараясь набрать как можно больше баллов. Все последующие пели уже перед закрытой стеной. Если удавалось набрать больше баллов, стена поднималась, а участник становился главным претендентом на победу. При этом, если раньше каждое положительное решение жюри добавляло исполнителю 7 % (28 %, если «за» проголосовали все), то в финале жюри могло голосовать только коллегиально, а общий процент баллов снизился с 28 % до 3 %. В проекте победил участник, набравший наибольшее количество голосов.

#### Главный приз
Победитель в качестве награды получил статуэтку в виде микрофона и золотой виниловой пластинки с лейблом «Артист», а также контракт на запись дебютного сингла с российским представительством фирмы «Universal Music».

## Выпуски
Жирным цветом выделены участники, прошедшие в следующий тур

### Выпуск 1. Эфир от 5 сентября 2014
Пилотный выпуск программы, длительностью 26 минут. В нём участвовала только Алла Пугачёва. Она презентовала телешоу, исполнила песню «Просто» и первая подняла стену, набрав 89 % голосов.
| Номер участника | Участник      | Песня                                      | Профессиональное жюри (каждое положительное решение = 7 %) | Профессиональное жюри (каждое положительное решение = 7 %) | Профессиональное жюри (каждое положительное решение = 7 %) | Профессиональное жюри (каждое положительное решение = 7 %) | Зрители | Итоговый процент |
| Номер участника | Участник      | Песня                                      | Николай Фоменко                                            | Юля Савичева                                               | Евгений Маргулис                                           | Лолита                                                     | Зрители | Итоговый процент |
| --------------- | ------------- | ------------------------------------------ | ---------------------------------------------------------- | ---------------------------------------------------------- | ---------------------------------------------------------- | ---------------------------------------------------------- | ------- | ---------------- |
| 1               | Алла Пугачёва | «Просто» (муз. А. Пугачёва, сл. И. Резник) | ✔                                                          | ✔                                                          | ✔                                                          | ✔                                                          | 61 %    | 89 %             |

### Выпуск 2. Эфир от 12 сентября 2014
| Номер участника | Участник           | Песня                                                        | Профессиональное жюри (каждое положительное решение = 7 %) | Профессиональное жюри (каждое положительное решение = 7 %) | Профессиональное жюри (каждое положительное решение = 7 %) | Профессиональное жюри (каждое положительное решение = 7 %) | Зрители | Итоговый процент |
| Номер участника | Участник           | Песня                                                        | Николай Фоменко                                            | Юля Савичева                                               | Евгений Маргулис                                           | Лолита                                                     | Зрители | Итоговый процент |
| --------------- | ------------------ | ------------------------------------------------------------ | ---------------------------------------------------------- | ---------------------------------------------------------- | ---------------------------------------------------------- | ---------------------------------------------------------- | ------- | ---------------- |
| 1               | Дарья Ловать       | «Guarda che luna» (муз. Petra Magoni, сл. Musica Nuda)       | ✔                                                          | ✔                                                          | ✔                                                          | ✔                                                          | 37 %    | 65 %             |
| 2               | Кирпичева Мария    | «Hello, Dolly!» (муз. и сл. Jerry Herman)                    | ✔                                                          | ✔                                                          | ✔                                                          | ✗                                                          | 51 %    | 72 %             |
| 3               | Руслан Ивакин      | «Нелюбимая» (муз. и сл. Е. Шакеев)                           | -                                                          | ✗                                                          | ✔                                                          | ✔                                                          | 60 %    | 74 %             |
| 4               | Милеуша Шаламова   | «I’m Your Baby Tonight» (муз. Babyface, сл. L.A. Reid)       | ✗                                                          | ✔                                                          | ✗                                                          | ✗                                                          | 47 %    | 54 %             |
| 5               | Эльдар Трамов      | «Comme toi» (муз. и сл. Jean-Jaques Goldman)                 | ✔                                                          | ✗                                                          | ✗                                                          | ✗                                                          | 41 %    | 48 %             |
| 6               | Алиса Фельдштейн   | «Нет» (муз. и сл. К. Меладзе)                                | ✗                                                          | ✗                                                          | ✗                                                          | ✔                                                          | 41 %    | 48 %             |
| 7               | Шайгарданова Алина | «Любовь настала» (муз. Р.Паулс, сл. Р. Рождественский)       | ✔                                                          | ✗                                                          | ✗                                                          | ✗                                                          | 60 %    | 67 %             |
| 8               | Ромади Кагита      | «Wrecking Ball» (муз. и сл. Miley Cyrus)                     | ✗                                                          | ✔                                                          | ✔                                                          | ✔                                                          | 64 %    | 85 %             |
| 9               | Группа «Folk Time» | «Синий иней» (муз. Х. Хантер, Д. Меллер, сл. Альберт Азизов) | ✗                                                          | ✔                                                          | ✗                                                          | ✔                                                          | 23 %    | 37 %             |
| 10              | Антон Авдеев       | «Я свободен!» (муз. В. Кипелов, С. Маврин, сл. М. Пушкина)   | ✗                                                          | ✗                                                          | ✗                                                          | ✗                                                          | 48 %    | 48 %             |
| 11              | Дуэт «3D-mix»      | «Just Give Me a Reason» (Jeff Bhasker, Nate Rues, Pink)      | ✔                                                          | ✔                                                          | ✔                                                          | ✔                                                          | 65 %    | 93 %             |

### Выпуск 3. Эфир от 19 сентября 2014
Иван Далматов так называемый «инста-конкурсант». Во время прошлого эфира ведущие предложили телезрителям спеть и выложить видео своего выступления в Instagram. Среди присланных роликов был произведён отдельный кастинг и 20 лучших исполнителей пригласили на программу в качестве зрителей, а одному из них (участника отобрал случайным образом компьютер) удалось представить свою песню на сцене.
| Номер участника | Участник          | Песня                                                                  | Профессиональное жюри (каждое положительное решение = 7 %) | Профессиональное жюри (каждое положительное решение = 7 %) | Профессиональное жюри (каждое положительное решение = 7 %) | Профессиональное жюри (каждое положительное решение = 7 %) | Зрители | Итоговый процент |
| Номер участника | Участник          | Песня                                                                  | Николай Фоменко                                            | Юля Савичева                                               | Евгений Маргулис                                           | Лолита                                                     | Зрители | Итоговый процент |
| --------------- | ----------------- | ---------------------------------------------------------------------- | ---------------------------------------------------------- | ---------------------------------------------------------- | ---------------------------------------------------------- | ---------------------------------------------------------- | ------- | ---------------- |
| 1               | Ольга Бурлуцкая   | «Price Tag» (B. Ray Simmons Jr. / C. Kelly / J. Cornish / L. Gottwald) | ✔                                                          | ✔                                                          | ✔                                                          | ✔                                                          | 44 %    | 72 %             |
| 2               | Павел Захарчук    | «Shape of My Heart» (муз. D. Miler / Sting)                            | ✗                                                          | ✗                                                          | ✔                                                          | ✗                                                          | 52 %    | 59 %             |
| 3               | Виктория Рябинина | «Piece of My Heart» (муз. B. Berns / J. Ragovoy)                       | ✗                                                          | ✔                                                          | X                                                          | ✗                                                          | 29 %    | 36 %             |
| 4               | Дуэт «Сёстры Сё»  | «Je veux» (муз. K. Soltani)                                            | ✔                                                          | ✔                                                          | ✔                                                          | ✔                                                          | 67 %    | 95 %             |
| 5               | Дмитрий Кунаков   | «Ноктюрн» (муз. А. Бабаджанян, сл. Р. Рождественский)                  | ✔                                                          | ✗                                                          | ✗                                                          | ✗                                                          | 56 %    | 63 %             |
| 6               | Сюзанна Абдулла   | «Tainted Love» (муз. Ed Cobb)                                          | ✔                                                          | ✗                                                          | ✔                                                          | ✔                                                          | 56 %    | 77 %             |
| 7               | Анна Ханян        | «Ленинградский рок-н-ролл» (муз. Е. Хавтан — сл. Ж. Агузарова)         | ✔                                                          | ✔                                                          | ✔                                                          | ✔                                                          | 55 %    | 83 %             |
| 8               | Аяна Касымова     | «Unchained melody» (муз. А. Нортон и Х. Зарет)                         | ✔                                                          | ✔                                                          | ✔                                                          | ✗                                                          | 59 %    | 80 %             |
| 9               | Иван Далматов     | «Обмани меня» (муз. В. Пресняков мл., сл. И. Резник)                   | ✔                                                          | ✔                                                          | ✔                                                          | ✔                                                          | 58 %    | 86 %             |
| 10              | Таис Урумидис     | «Skyfall» (A. Adkins / P. Epworth)                                     | ✗                                                          | ✔                                                          | ✔                                                          | ✔                                                          | 40 %    | 61 %             |

### Выпуск 4. Эфир от 26 сентября 2014
Временно отсутствующую в жюри Лолиту Милявскую заменяла с правом голоса певица Нюша.
| Номер участника | Участник            | Песня                                                               | Профессиональное жюри (каждое положительное решение = 7 %) | Профессиональное жюри (каждое положительное решение = 7 %) | Профессиональное жюри (каждое положительное решение = 7 %) | Профессиональное жюри (каждое положительное решение = 7 %) | Зрители | Итоговый процент |
| Номер участника | Участник            | Песня                                                               | Николай Фоменко                                            | Юля Савичева                                               | Евгений Маргулис                                           | Нюша                                                       | Зрители | Итоговый процент |
| --------------- | ------------------- | ------------------------------------------------------------------- | ---------------------------------------------------------- | ---------------------------------------------------------- | ---------------------------------------------------------- | ---------------------------------------------------------- | ------- | ---------------- |
| 1               | Софья Челидзе       | «Stayin’ Alive» (B. Gibb, M. Gibb, R. Gibb)                         | ✗                                                          | ✗                                                          | ✔                                                          | ✔                                                          | 37 %    | 51 %             |
| 2               | Группа «Jamed Band» | «Dynamite» (B. Levin)                                               | ✔                                                          | ✔                                                          | ✗                                                          | ✔                                                          | 40 %    | 61 %             |
| 3               | Вероника Ваиль      | «Because of You» (B. Moody / D. Hoogest / K. Clarkson)              | ✗                                                          | ✔                                                          | ✔                                                          | ✗                                                          | 46 %    | 60 %             |
| 4               | Наиль Шариязданов   | «Mercy» (Duffy / S. Booker)                                         | ✔                                                          | ✔                                                          | ✔                                                          | ✔                                                          | 56 %    | 84 %             |
| 5               | Абидеми Адедеджи    | «Рюмка водки на столе» (муз. и сл. Е. Григорьев)                    | ✔                                                          | ✔                                                          | ✔                                                          | ✔                                                          | 46 %    | 74 %             |
| 6               | Вера Свешникова     | «Je t’aime» (R. Allison)                                            | ✔                                                          | ✗                                                          | ✗                                                          | ✔                                                          | 55 %    | 69 %             |
| 7               | Ксения Федулова     | «American Woman» (B. Cummings / G. Peterson / J. Kale / R. Dachman) | ✔                                                          | ✔                                                          | ✔                                                          | ✔                                                          | 45 %    | 73 %             |
| 8               | Витольд Петровский  | «Я не могу без тебя» (муз. и сл. К. Меладзе)                        | ✔                                                          | ✔                                                          | ✔                                                          | ✔                                                          | 44 %    | 72 %             |
| 9               | Кирилл Казаровец    | «Rolling in the Deep» (A. Adkins / P. Epworth)                      | ✗                                                          | ✔                                                          | ✗                                                          | ✗                                                          | 28 %    | 35 %             |
| 10              | Диана Диковски      | «I Put a Spell on You» (J. Hawkins)                                 | ✔                                                          | ✔                                                          | ✔                                                          | ✔                                                          | 39 %    | 67 %             |
| 11              | Денис Мажуков       | «Great Balls of Fire» (J. Hammer / O. Blackwell)                    | ✔                                                          | ✔                                                          | ✔                                                          | ✔                                                          | 63 %    | 91 %             |
| 12              | Алёна Высотская     | «Так» (муз. и сл. А. Высотская)                                     | ✗                                                          | ✔                                                          | ✗                                                          | ✔                                                          | 56 %    | 70 %             |

### Выпуск 5. Эфир от 4 октября 2014
Последняя отборочная программа. 18 полуфиналистов проекта определялись по общему количеству собранных голосов. В итоге, помимо неподнявших стену в выпуске, проект покинули трое участников, поднявших стену ранее, но набравших минимальное количество голосов: Алёна Высотская, Ольга Бурлуцкая и Витольд Петровский.
Гаруш Варданян набрал 70 % голосов, однако стена не поднялась, так как необходимый минимум к моменту его выступления достиг 72 %.
| Номер участника | Участник             | Песня                                         | Профессиональное жюри (каждое положительное решение = 7 %) | Профессиональное жюри (каждое положительное решение = 7 %) | Профессиональное жюри (каждое положительное решение = 7 %) | Профессиональное жюри (каждое положительное решение = 7 %) | Зрители | Итоговый процент |
| Номер участника | Участник             | Песня                                         | Николай Фоменко                                            | Юля Савичева                                               | Евгений Маргулис                                           | Лолита                                                     | Зрители | Итоговый процент |
| --------------- | -------------------- | --------------------------------------------- | ---------------------------------------------------------- | ---------------------------------------------------------- | ---------------------------------------------------------- | ---------------------------------------------------------- | ------- | ---------------- |
| 1               | Евгения Кудинова     | «Mama do» (M. Hauge / P. Thornalley)          | ✗                                                          | ✗                                                          | ✗                                                          | ✔                                                          | 42 %    | 49 %             |
| 2               | Ирина Бархатова      | «Listen» (S. Cutler / M. Krleger / A. Preven) | ✗                                                          | ✔                                                          | ✔                                                          | ✗                                                          | 52 %    | 66 %             |
| 3               | Полина Дрябжинская   | «Бросай» (муз. и сл. В. Которова)             | ✔                                                          | ✔                                                          | ✔                                                          | ✗                                                          | 53 %    | 74 %             |
| 4               | Александр Лавер      | «Blurred Lines» (P. Williamts / M. Thickle)   | ✗                                                          | ✔                                                          | ✔                                                          | ✔                                                          | 39 %    | 60 %             |
| 5               | Дуэт «Пятый элемент» | «Move like Jagger» (A. Levine)                | ✔                                                          | ✔                                                          | ✔                                                          | ✔                                                          | 50 %    | 78 %             |
| 6               | Мария Трембовецкая   | «Stop!» (B.B. Brody / G. Sutton / S. Brown)   | ✔                                                          | ✗                                                          | ✗                                                          | ✔                                                          | 49 %    | 63 %             |
| 7               | Юлия Малясова        | «Hallelugah» (L. Cohen)                       | ✔                                                          | ✗                                                          | ✗                                                          | ✗                                                          | 71 %    | 78 %             |
| 8               | Антон Петухов        | «Беспечный ездок» (муз. и сл. А. Романов)     | ✗                                                          | ✗                                                          | ✗                                                          | ✗                                                          | 29 %    | 29 %             |
| 9               | Тимур Ведерников     | «Снилось мне» (муз. и сл. А. Романов)         | ✔                                                          | ✔                                                          | ✔                                                          | ✗                                                          | 54 %    | 75 %             |
| 10              | Залина Глубицкая     | «Someone Like You» (A. Adkns / D. Wilson)     | ✔                                                          | ✔                                                          | ✔                                                          | ✔                                                          | 48 %    | 76 %             |
| 11              | Гаруш Варданян       | «Torna A Surriento» (Al Bano Carrisi)         | ✔                                                          | ✔                                                          | ✔                                                          | ✔                                                          | 42 %    | 70 %             |

### Выпуск 6. Эфир от 10 октября 2014
Дуэли (начало):
| Номер участника | Участник          | Песня                                                                | Профессиональное жюри (каждое положительное решение = 7 %) | Профессиональное жюри (каждое положительное решение = 7 %) | Профессиональное жюри (каждое положительное решение = 7 %) | Профессиональное жюри (каждое положительное решение = 7 %) | Зрители | Итоговый процент |
| Номер участника | Участник          | Песня                                                                | Николай Фоменко                                            | Юля Савичева                                               | Евгений Маргулис                                           | Лолита                                                     | Зрители | Итоговый процент |
| --------------- | ----------------- | -------------------------------------------------------------------- | ---------------------------------------------------------- | ---------------------------------------------------------- | ---------------------------------------------------------- | ---------------------------------------------------------- | ------- | ---------------- |
| 1               | Денис Мажуков     | «Жду» (муз. А. Мажуков, сл. И. Шаферан)                              | ✔                                                          | ✔                                                          | ✔                                                          | ✔                                                          | 44 %    | 72 %             |
| 1               | Анна Ханян        | «Синий платочек» (муз. Е. Петерсбурский, сл. Я.Галицкий)             | ✗                                                          | ✗                                                          | ✗                                                          | ✗                                                          | 39 %    | 39 %             |
| 2               | Ксения Федулова   | «Have You Ever Seen the Rain» (J. Fogerty)                           | ✔                                                          | ✔                                                          | ✔                                                          | ✗                                                          | 42 %    | 63 %             |
| 2               | Абидеми Адедеджи  | «Sunny» (B. Hebb)                                                    | ✔                                                          | ✔                                                          | ✔                                                          | ✔                                                          | 54 %    | 82 %             |
| 3               | Дуэт «3D-mix»     | «Chandelier» (J. Shatkin / S. Furler)                                | ✗                                                          | ✗                                                          | ✔                                                          | ✔                                                          | 30 %    | 44 %             |
| 3               | Дуэт «Сёстры Сё»  | «Почему» (муз. и сл. Земфира)                                        | ✔                                                          | ✔                                                          | ✔                                                          | ✔                                                          | 55 %    | 83 %             |
| 4               | Наиль Шариязданов | «Too Close» (A. Care / J. Duguid)                                    | ✗                                                          | ✗                                                          | ✗                                                          | ✗                                                          | 56 %    | 56 %             |
| 4               | Руслан Ивакин     | «Oh, Pretty Woman» (R. Orbison / W. Dees)                            | ✗                                                          | ✗                                                          | ✗                                                          | ✗                                                          | 40 %    | 40 %             |
| 5               | Аяна Касымова     | «When I Was Your Man» (A. Wyatt / A. Levine / B. Mars / P. Lawrence) | ✔                                                          | ✔                                                          | ✔                                                          | ✔                                                          | 54 %    | 82 %             |
| 5               | Ромади Кагита     | «Песня простая» (муз. Л. Терещенко, сл. Е. Иванчикова)               | ✔                                                          | ✔                                                          | ✔                                                          | ✔                                                          | 59 %    | 87 %             |

### Выпуск 7. Эфир от 17 октября 2014
Дуэли (окончание): За время дуэлей было определено девять финалистов проекта. Специальным решением жюри выбывшая в прошлой программе Аяна Касымова стала десятым финалистом.
| Номер участника | Участник             | Песня                                                           | Профессиональное жюри (каждое положительное решение = 7 %) | Профессиональное жюри (каждое положительное решение = 7 %) | Профессиональное жюри (каждое положительное решение = 7 %) | Профессиональное жюри (каждое положительное решение = 7 %) | Зрители | Итоговый процент |
| Номер участника | Участник             | Песня                                                           | Николай Фоменко                                            | Юля Савичева                                               | Евгений Маргулис                                           | Лолита                                                     | Зрители | Итоговый процент |
| --------------- | -------------------- | --------------------------------------------------------------- | ---------------------------------------------------------- | ---------------------------------------------------------- | ---------------------------------------------------------- | ---------------------------------------------------------- | ------- | ---------------- |
| 1               | Юлия Малясова        | «Man! I Feel like a Woman!» (R. J. «Mutt» Langer / S. Twain)    | ✗                                                          | ✗                                                          | ✗                                                          | ✗                                                          | 61 %    | 61 %             |
| 1               | Тимур Ведерников     | «Стаканы» (муз. и сл. Б. Гребенщиков)                           | ✗                                                          | ✔                                                          | ✔                                                          | ✗                                                          | 42 %    | 56 %             |
| 2               | Мария Кирпичёва      | «Hanky Panky» (Madonna / P. Leonard)                            | ✔                                                          | ✔                                                          | ✔                                                          | ✔                                                          | 55 %    | 83 %             |
| 2               | Дуэт «Пятый элемент» | «Песенка про меня» (муз. А. Зацепин, сл. Л. Дербенёв)           | ✔                                                          | ✔                                                          | ✔                                                          | ✗                                                          | 56 %    | 77 %             |
| 3               | Иван Далматов        | «Crazy Little Thing Called Love» (Ф. Меркьюри)                  | ✔                                                          | ✔                                                          | ✔                                                          | ✔                                                          | 58 %    | 86 %             |
| 3               | Залина Глубицкая     | «Спектакль окончен» (муз. и сл. К. Меладзе)                     | ✗                                                          | ✗                                                          | ✗                                                          | ✗                                                          | 68 %    | 68 %             |
| 4               | Полина Дрябжинская   | «Complicated» (A. Lovigne / G. Edwards / L. Christy / S. Spock) | ✗                                                          | ✗                                                          | ✗                                                          | ✗                                                          | 54 %    | 54 %             |
| 4               | Сюзанна Абдулла      | «Моя бабушка курит трубку» (муз. и сл. Г. Сукачёв)              | ✔                                                          | ✔                                                          | ✔                                                          | ✔                                                          | 46 %    | 74 %             |

### Выпуск 8. Эфир от 25 октября 2014
Финал
| Номер участника | Участник          | Песня                                               | Профессиональное жюри (коллегиальное решение = 3 %) | Зрители | Итоговый процент |
| --------------- | ----------------- | --------------------------------------------------- | --------------------------------------------------- | ------- | ---------------- |
| 1               | Ромади Кагита     | «Прованс» (муз. и сл. Е. Солодовников)              | ✔                                                   | 68 %    | 71 %             |
| 2               | Денис Мажуков     | «What’d I Say» (R. Charles)                         | ✔                                                   | 71 %    | 74 %             |
| 3               | Дуэт «Сёстры Сё»  | «La Siene» (M. Chedid)                              | ✔                                                   | 71 %    | 74 %             |
| 4               | Иван Далматов     | «Feeling Good» (A. Newley / L. Bricusse)            | ✔                                                   | 68 %    | 71 %             |
| 5               | Юлия Малясова     | «Приезжай» (муз. и сл. А. Пугачёва)                 | ✔                                                   | 65 %    | 68 %             |
| 6               | Абидеми Адедеджи  | «До свидания, мама» (М. Девлет-Кильдеев / П. Жагун) | ✔                                                   | 72 %    | 75 %             |
| 7               | Аяна Касымова     | «Зурбаган» (муз. Ю. Чернавский, сл. Л. Дербенёв)    | ✔                                                   | 69 %    | 72 %             |
| 8               | Наиль Шариязданов | «Umbrella» (The Basebalts / A. Gabalier)            | ✗                                                   | 79 %    | 79 %             |
| 9               | Сюзанна Абдулла   | «You Know I’m No Good» (A. Winehouse)               | ✔                                                   | 77 %    | 80 %             |
| 10              | Мария Кирпичёва   | «Think» (A. Franklin / T. White)                    | ✔                                                   | 74 %    | 77 %             |

## Итоговая таблица
| Сюзанна Абдулла      | н/д  | н/д                           | 77 %                          | н/д                           | н/д                           | н/д | 74 % | 80 % | | | | | | |                              |                              |
| Наиль Шариязданов    | н/д  | н/д                           | н/д                           | 84 %                          | н/д                           | 56 % | н/д | 79 % | | | | | | |                              |                              |
| Мария Кирпичёва      | н/д  | 72 %                          | н/д                           | н/д                           | н/д                           | н/д | 83 % | 77 % | | | | | | |                              |                              |
| Абидеми Адедеджи     | н/д  | н/д                           | н/д                           | 74 %                          | н/д                           | 82 % | н/д | 75 % | | | | | | |                              |                              |
| Денис Мажуков        | н/д  | н/д                           | н/д                           | 91 %                          | н/д                           | 72 % | н/д | 74 % | | | | | | |                              |                              |
| Дуэт «Сёстры Сё»     | н/д  | н/д                           | 95 %                          | н/д                           | н/д                           | 83 % | н/д | 74 % | | | | | | |                              |                              |
| Аяна Касымова        | н/д  | н/д                           | 80 %                          | н/д                           | н/д                           | 82 % | н/д | 72 % | | | | | | |                              |                              |
| Иван Далматов        | н/д  | н/д                           | 86 %                          | н/д                           | н/д                           | н/д | 86 % | 71 % | | | | | | |                              |                              |
| Ромади Кагита        | н/д  | 85 %                          | н/д                           | н/д                           | н/д                           | 87 % | н/д | 71 % | | | | | | |                              |                              |
| Юлия Малясова        | н/д  | н/д                           | н/д                           | н/д                           | 78 %                          | н/д | 61 % | 68 % | | | | | | |                              |                              |
| Дуэт «Пятый элемент» | н/д  | н/д                           | н/д                           | н/д                           | 78 %                          | н/д | 77 % | Выпуск 7. Выбывшие участники                                                                               | Выпуск 7. Выбывшие участники                                                                               | Выпуск 7. Выбывшие участники                                                                               | Выпуск 7. Выбывшие участники                                                                               | Выпуск 7. Выбывшие участники                                                                               | Выпуск 7. Выбывшие участники                                                                               | Выпуск 7. Выбывшие участники                                                                               | Выпуск 7. Выбывшие участники | Выпуск 7. Выбывшие участники |
| Залина Глубицкая     | н/д  | н/д                           | н/д                           | н/д                           | 76 %                          | н/д | 68 % | Выпуск 7. Выбывшие участники                                                                               | Выпуск 7. Выбывшие участники                                                                               | Выпуск 7. Выбывшие участники                                                                               | Выпуск 7. Выбывшие участники                                                                               | Выпуск 7. Выбывшие участники                                                                               | Выпуск 7. Выбывшие участники                                                                               | Выпуск 7. Выбывшие участники                                                                               | Выпуск 7. Выбывшие участники | Выпуск 7. Выбывшие участники |
| Тимур Ведерников     | н/д  | н/д                           | н/д                           | н/д                           | 75 %                          | н/д | 56 % | Выпуск 7. Выбывшие участники                                                                               | Выпуск 7. Выбывшие участники                                                                               | Выпуск 7. Выбывшие участники                                                                               | Выпуск 7. Выбывшие участники                                                                               | Выпуск 7. Выбывшие участники                                                                               | Выпуск 7. Выбывшие участники                                                                               | Выпуск 7. Выбывшие участники                                                                               | Выпуск 7. Выбывшие участники | Выпуск 7. Выбывшие участники |
| Полина Дрябжинская   | н/д  | н/д                           | н/д                           | н/д                           | 74 %                          | н/д | 54 % | Выпуск 7. Выбывшие участники                                                                               | Выпуск 7. Выбывшие участники                                                                               | Выпуск 7. Выбывшие участники                                                                               | Выпуск 7. Выбывшие участники                                                                               | Выпуск 7. Выбывшие участники                                                                               | Выпуск 7. Выбывшие участники                                                                               | Выпуск 7. Выбывшие участники                                                                               | Выпуск 7. Выбывшие участники | Выпуск 7. Выбывшие участники |
| Ксения Федулова      | н/д  | н/д                           | н/д                           | 73 %                          | н/д                           | 63 % | Выпуск 6. Выбывшие участники                                                                               | Выпуск 6. Выбывшие участники                                                                               | Выпуск 6. Выбывшие участники                                                                               | Выпуск 6. Выбывшие участники                                                                               | Выпуск 6. Выбывшие участники                                                                               | Выпуск 6. Выбывшие участники                                                                               | Выпуск 6. Выбывшие участники                                                                               | Выпуск 6. Выбывшие участники                                                                               | Выпуск 6. Выбывшие участники |                              |
| Дуэт «3D-mix»        | н/д  | 93 %                          | н/д                           | н/д                           | н/д                           | 44 % | Выпуск 6. Выбывшие участники                                                                               | Выпуск 6. Выбывшие участники                                                                               | Выпуск 6. Выбывшие участники                                                                               | Выпуск 6. Выбывшие участники                                                                               | Выпуск 6. Выбывшие участники                                                                               | Выпуск 6. Выбывшие участники                                                                               | Выпуск 6. Выбывшие участники                                                                               | Выпуск 6. Выбывшие участники                                                                               | Выпуск 6. Выбывшие участники |                              |
| Руслан Ивакин        | н/д  | 74 %                          | н/д                           | н/д                           | н/д                           | 40 % | Выпуск 6. Выбывшие участники                                                                               | Выпуск 6. Выбывшие участники                                                                               | Выпуск 6. Выбывшие участники                                                                               | Выпуск 6. Выбывшие участники                                                                               | Выпуск 6. Выбывшие участники                                                                               | Выпуск 6. Выбывшие участники                                                                               | Выпуск 6. Выбывшие участники                                                                               | Выпуск 6. Выбывшие участники                                                                               | Выпуск 6. Выбывшие участники |                              |
| Анна Ханян           | н/д  | н/д                           | 83 %                          | н/д                           | н/д                           | 39 % | Выпуск 6. Выбывшие участники                                                                               | Выпуск 6. Выбывшие участники                                                                               | Выпуск 6. Выбывшие участники                                                                               | Выпуск 6. Выбывшие участники                                                                               | Выпуск 6. Выбывшие участники                                                                               | Выпуск 6. Выбывшие участники                                                                               | Выпуск 6. Выбывшие участники                                                                               | Выпуск 6. Выбывшие участники                                                                               | Выпуск 6. Выбывшие участники |                              |
| Ольга Бурлуцкая      | н/д  | н/д                           | 72 %                          | н/д                           | н/д                           | Выпуск 5. Выбывшие участники. Участники, поднявшие стену ранее, но не сумевшие по очкам пройти в полуфинал | Выпуск 5. Выбывшие участники. Участники, поднявшие стену ранее, но не сумевшие по очкам пройти в полуфинал | Выпуск 5. Выбывшие участники. Участники, поднявшие стену ранее, но не сумевшие по очкам пройти в полуфинал | Выпуск 5. Выбывшие участники. Участники, поднявшие стену ранее, но не сумевшие по очкам пройти в полуфинал | Выпуск 5. Выбывшие участники. Участники, поднявшие стену ранее, но не сумевшие по очкам пройти в полуфинал | Выпуск 5. Выбывшие участники. Участники, поднявшие стену ранее, но не сумевшие по очкам пройти в полуфинал | Выпуск 5. Выбывшие участники. Участники, поднявшие стену ранее, но не сумевшие по очкам пройти в полуфинал | Выпуск 5. Выбывшие участники. Участники, поднявшие стену ранее, но не сумевшие по очкам пройти в полуфинал | Выпуск 5. Выбывшие участники. Участники, поднявшие стену ранее, но не сумевшие по очкам пройти в полуфинал |                              |                              |
| Витольд Петровский   | н/д  | н/д                           | н/д                           | 72 %                          | н/д                           | Выпуск 5. Выбывшие участники. Участники, поднявшие стену ранее, но не сумевшие по очкам пройти в полуфинал | Выпуск 5. Выбывшие участники. Участники, поднявшие стену ранее, но не сумевшие по очкам пройти в полуфинал | Выпуск 5. Выбывшие участники. Участники, поднявшие стену ранее, но не сумевшие по очкам пройти в полуфинал | Выпуск 5. Выбывшие участники. Участники, поднявшие стену ранее, но не сумевшие по очкам пройти в полуфинал | Выпуск 5. Выбывшие участники. Участники, поднявшие стену ранее, но не сумевшие по очкам пройти в полуфинал | Выпуск 5. Выбывшие участники. Участники, поднявшие стену ранее, но не сумевшие по очкам пройти в полуфинал | Выпуск 5. Выбывшие участники. Участники, поднявшие стену ранее, но не сумевшие по очкам пройти в полуфинал | Выпуск 5. Выбывшие участники. Участники, поднявшие стену ранее, но не сумевшие по очкам пройти в полуфинал | Выпуск 5. Выбывшие участники. Участники, поднявшие стену ранее, но не сумевшие по очкам пройти в полуфинал |                              |                              |
| Алёна Высотская      | н/д  | н/д                           | н/д                           | 70 %                          | н/д                           | Выпуск 5. Выбывшие участники. Участники, поднявшие стену ранее, но не сумевшие по очкам пройти в полуфинал | Выпуск 5. Выбывшие участники. Участники, поднявшие стену ранее, но не сумевшие по очкам пройти в полуфинал | Выпуск 5. Выбывшие участники. Участники, поднявшие стену ранее, но не сумевшие по очкам пройти в полуфинал | Выпуск 5. Выбывшие участники. Участники, поднявшие стену ранее, но не сумевшие по очкам пройти в полуфинал | Выпуск 5. Выбывшие участники. Участники, поднявшие стену ранее, но не сумевшие по очкам пройти в полуфинал | Выпуск 5. Выбывшие участники. Участники, поднявшие стену ранее, но не сумевшие по очкам пройти в полуфинал | Выпуск 5. Выбывшие участники. Участники, поднявшие стену ранее, но не сумевшие по очкам пройти в полуфинал | Выпуск 5. Выбывшие участники. Участники, поднявшие стену ранее, но не сумевшие по очкам пройти в полуфинал | Выпуск 5. Выбывшие участники. Участники, поднявшие стену ранее, но не сумевшие по очкам пройти в полуфинал |                              |                              |
| Гаруш Варданян       | н/д  | н/д                           | н/д                           | н/д                           | 70 %                          | Выпуск 5. Выбывшие участники. Участники, которые не смогли поднять стену                                   | Выпуск 5. Выбывшие участники. Участники, которые не смогли поднять стену                                   | Выпуск 5. Выбывшие участники. Участники, которые не смогли поднять стену                                   | Выпуск 5. Выбывшие участники. Участники, которые не смогли поднять стену                                   | Выпуск 5. Выбывшие участники. Участники, которые не смогли поднять стену                                   | Выпуск 5. Выбывшие участники. Участники, которые не смогли поднять стену                                   | Выпуск 5. Выбывшие участники. Участники, которые не смогли поднять стену                                   | Выпуск 5. Выбывшие участники. Участники, которые не смогли поднять стену                                   | Выпуск 5. Выбывшие участники. Участники, которые не смогли поднять стену                                   |                              |                              |
| Ирина Бархатова      | н/д  | н/д                           | н/д                           | н/д                           | 66 %                          | Выпуск 5. Выбывшие участники. Участники, которые не смогли поднять стену                                   | Выпуск 5. Выбывшие участники. Участники, которые не смогли поднять стену                                   | Выпуск 5. Выбывшие участники. Участники, которые не смогли поднять стену                                   | Выпуск 5. Выбывшие участники. Участники, которые не смогли поднять стену                                   | Выпуск 5. Выбывшие участники. Участники, которые не смогли поднять стену                                   | Выпуск 5. Выбывшие участники. Участники, которые не смогли поднять стену                                   | Выпуск 5. Выбывшие участники. Участники, которые не смогли поднять стену                                   | Выпуск 5. Выбывшие участники. Участники, которые не смогли поднять стену                                   | Выпуск 5. Выбывшие участники. Участники, которые не смогли поднять стену                                   |                              |                              |
| Мария Трембовецкая   | н/д  | н/д                           | н/д                           | н/д                           | 63 %                          | Выпуск 5. Выбывшие участники. Участники, которые не смогли поднять стену                                   | Выпуск 5. Выбывшие участники. Участники, которые не смогли поднять стену                                   | Выпуск 5. Выбывшие участники. Участники, которые не смогли поднять стену                                   | Выпуск 5. Выбывшие участники. Участники, которые не смогли поднять стену                                   | Выпуск 5. Выбывшие участники. Участники, которые не смогли поднять стену                                   | Выпуск 5. Выбывшие участники. Участники, которые не смогли поднять стену                                   | Выпуск 5. Выбывшие участники. Участники, которые не смогли поднять стену                                   | Выпуск 5. Выбывшие участники. Участники, которые не смогли поднять стену                                   | Выпуск 5. Выбывшие участники. Участники, которые не смогли поднять стену                                   |                              |                              |
| Александр Лавер      | н/д  | н/д                           | н/д                           | н/д                           | 60 %                          | Выпуск 5. Выбывшие участники. Участники, которые не смогли поднять стену                                   | Выпуск 5. Выбывшие участники. Участники, которые не смогли поднять стену                                   | Выпуск 5. Выбывшие участники. Участники, которые не смогли поднять стену                                   | Выпуск 5. Выбывшие участники. Участники, которые не смогли поднять стену                                   | Выпуск 5. Выбывшие участники. Участники, которые не смогли поднять стену                                   | Выпуск 5. Выбывшие участники. Участники, которые не смогли поднять стену                                   | Выпуск 5. Выбывшие участники. Участники, которые не смогли поднять стену                                   | Выпуск 5. Выбывшие участники. Участники, которые не смогли поднять стену                                   | Выпуск 5. Выбывшие участники. Участники, которые не смогли поднять стену                                   |                              |                              |
| Евгения Кудинова     | н/д  | н/д                           | н/д                           | н/д                           | 49 %                          | Выпуск 5. Выбывшие участники. Участники, которые не смогли поднять стену                                   | Выпуск 5. Выбывшие участники. Участники, которые не смогли поднять стену                                   | Выпуск 5. Выбывшие участники. Участники, которые не смогли поднять стену                                   | Выпуск 5. Выбывшие участники. Участники, которые не смогли поднять стену                                   | Выпуск 5. Выбывшие участники. Участники, которые не смогли поднять стену                                   | Выпуск 5. Выбывшие участники. Участники, которые не смогли поднять стену                                   | Выпуск 5. Выбывшие участники. Участники, которые не смогли поднять стену                                   | Выпуск 5. Выбывшие участники. Участники, которые не смогли поднять стену                                   | Выпуск 5. Выбывшие участники. Участники, которые не смогли поднять стену                                   |                              |                              |
| Антон Петухов        | н/д  | н/д                           | н/д                           | н/д                           | 29 %                          | Выпуск 5. Выбывшие участники. Участники, которые не смогли поднять стену                                   | Выпуск 5. Выбывшие участники. Участники, которые не смогли поднять стену                                   | Выпуск 5. Выбывшие участники. Участники, которые не смогли поднять стену                                   | Выпуск 5. Выбывшие участники. Участники, которые не смогли поднять стену                                   | Выпуск 5. Выбывшие участники. Участники, которые не смогли поднять стену                                   | Выпуск 5. Выбывшие участники. Участники, которые не смогли поднять стену                                   | Выпуск 5. Выбывшие участники. Участники, которые не смогли поднять стену                                   | Выпуск 5. Выбывшие участники. Участники, которые не смогли поднять стену                                   | Выпуск 5. Выбывшие участники. Участники, которые не смогли поднять стену                                   |                              |                              |
| Вера Свешникова      | н/д  | н/д                           | н/д                           | 69 %                          | Выпуск 4. Выбывшие участники  | Выпуск 4. Выбывшие участники                                                                               | Выпуск 4. Выбывшие участники                                                                               | Выпуск 4. Выбывшие участники                                                                               | Выпуск 4. Выбывшие участники                                                                               | Выпуск 4. Выбывшие участники                                                                               | Выпуск 4. Выбывшие участники                                                                               | Выпуск 4. Выбывшие участники                                                                               | Выпуск 4. Выбывшие участники                                                                               | |                              |                              |
| Диана Диковски       | н/д  | н/д                           | н/д                           | 67 %                          | Выпуск 4. Выбывшие участники  | Выпуск 4. Выбывшие участники                                                                               | Выпуск 4. Выбывшие участники                                                                               | Выпуск 4. Выбывшие участники                                                                               | Выпуск 4. Выбывшие участники                                                                               | Выпуск 4. Выбывшие участники                                                                               | Выпуск 4. Выбывшие участники                                                                               | Выпуск 4. Выбывшие участники                                                                               | Выпуск 4. Выбывшие участники                                                                               | |                              |                              |
| Группа «Jamed Band»  | н/д  | н/д                           | н/д                           | 61 %                          | Выпуск 4. Выбывшие участники  | Выпуск 4. Выбывшие участники                                                                               | Выпуск 4. Выбывшие участники                                                                               | Выпуск 4. Выбывшие участники                                                                               | Выпуск 4. Выбывшие участники                                                                               | Выпуск 4. Выбывшие участники                                                                               | Выпуск 4. Выбывшие участники                                                                               | Выпуск 4. Выбывшие участники                                                                               | Выпуск 4. Выбывшие участники                                                                               | |                              |                              |
| Вероника Ваиль       | н/д  | н/д                           | н/д                           | 60 %                          | Выпуск 4. Выбывшие участники  | Выпуск 4. Выбывшие участники                                                                               | Выпуск 4. Выбывшие участники                                                                               | Выпуск 4. Выбывшие участники                                                                               | Выпуск 4. Выбывшие участники                                                                               | Выпуск 4. Выбывшие участники                                                                               | Выпуск 4. Выбывшие участники                                                                               | Выпуск 4. Выбывшие участники                                                                               | Выпуск 4. Выбывшие участники                                                                               | |                              |                              |
| Софья Челидзе        | н/д  | н/д                           | н/д                           | 51 %                          | Выпуск 4. Выбывшие участники  | Выпуск 4. Выбывшие участники                                                                               | Выпуск 4. Выбывшие участники                                                                               | Выпуск 4. Выбывшие участники                                                                               | Выпуск 4. Выбывшие участники                                                                               | Выпуск 4. Выбывшие участники                                                                               | Выпуск 4. Выбывшие участники                                                                               | Выпуск 4. Выбывшие участники                                                                               | Выпуск 4. Выбывшие участники                                                                               | |                              |                              |
| Кирилл Казаровец     | н/д  | н/д                           | н/д                           | 35 %                          | Выпуск 4. Выбывшие участники  | Выпуск 4. Выбывшие участники                                                                               | Выпуск 4. Выбывшие участники                                                                               | Выпуск 4. Выбывшие участники                                                                               | Выпуск 4. Выбывшие участники                                                                               | Выпуск 4. Выбывшие участники                                                                               | Выпуск 4. Выбывшие участники                                                                               | Выпуск 4. Выбывшие участники                                                                               | Выпуск 4. Выбывшие участники                                                                               | |                              |                              |
| Дмитрий Кунаков      | н/д  | н/д                           | 63 %                          | Выпуск 3. Выбывшие участники  | Выпуск 3. Выбывшие участники  | Выпуск 3. Выбывшие участники                                                                               | Выпуск 3. Выбывшие участники                                                                               | Выпуск 3. Выбывшие участники                                                                               | Выпуск 3. Выбывшие участники                                                                               | Выпуск 3. Выбывшие участники                                                                               | Выпуск 3. Выбывшие участники                                                                               | Выпуск 3. Выбывшие участники                                                                               | | |                              |                              |
| Таис Урумидис        | н/д  | н/д                           | 61 %                          | Выпуск 3. Выбывшие участники  | Выпуск 3. Выбывшие участники  | Выпуск 3. Выбывшие участники                                                                               | Выпуск 3. Выбывшие участники                                                                               | Выпуск 3. Выбывшие участники                                                                               | Выпуск 3. Выбывшие участники                                                                               | Выпуск 3. Выбывшие участники                                                                               | Выпуск 3. Выбывшие участники                                                                               | Выпуск 3. Выбывшие участники                                                                               | | |                              |                              |
| Павел Захарчук       | н/д  | н/д                           | 59 %                          | Выпуск 3. Выбывшие участники  | Выпуск 3. Выбывшие участники  | Выпуск 3. Выбывшие участники                                                                               | Выпуск 3. Выбывшие участники                                                                               | Выпуск 3. Выбывшие участники                                                                               | Выпуск 3. Выбывшие участники                                                                               | Выпуск 3. Выбывшие участники                                                                               | Выпуск 3. Выбывшие участники                                                                               | Выпуск 3. Выбывшие участники                                                                               | | |                              |                              |
| Виктория Рябинина    | н/д  | н/д                           | 36 %                          | Выпуск 3. Выбывшие участники  | Выпуск 3. Выбывшие участники  | Выпуск 3. Выбывшие участники                                                                               | Выпуск 3. Выбывшие участники                                                                               | Выпуск 3. Выбывшие участники                                                                               | Выпуск 3. Выбывшие участники                                                                               | Выпуск 3. Выбывшие участники                                                                               | Выпуск 3. Выбывшие участники                                                                               | Выпуск 3. Выбывшие участники                                                                               | | |                              |                              |
| Шайгарданова Алина   | н/д  | 67 %                          | Выпуск 2. Выбывшие участники  | Выпуск 2. Выбывшие участники  | Выпуск 2. Выбывшие участники  | Выпуск 2. Выбывшие участники                                                                               | Выпуск 2. Выбывшие участники                                                                               | Выпуск 2. Выбывшие участники                                                                               | Выпуск 2. Выбывшие участники                                                                               | Выпуск 2. Выбывшие участники                                                                               | Выпуск 2. Выбывшие участники                                                                               | | | |                              |                              |
| Дарья Ловать         | н/д  | 65 %                          | Выпуск 2. Выбывшие участники  | Выпуск 2. Выбывшие участники  | Выпуск 2. Выбывшие участники  | Выпуск 2. Выбывшие участники                                                                               | Выпуск 2. Выбывшие участники                                                                               | Выпуск 2. Выбывшие участники                                                                               | Выпуск 2. Выбывшие участники                                                                               | Выпуск 2. Выбывшие участники                                                                               | Выпуск 2. Выбывшие участники                                                                               | | | |                              |                              |
| Милеуша Шаламова     | н/д  | 54 %                          | Выпуск 2. Выбывшие участники  | Выпуск 2. Выбывшие участники  | Выпуск 2. Выбывшие участники  | Выпуск 2. Выбывшие участники                                                                               | Выпуск 2. Выбывшие участники                                                                               | Выпуск 2. Выбывшие участники                                                                               | Выпуск 2. Выбывшие участники                                                                               | Выпуск 2. Выбывшие участники                                                                               | Выпуск 2. Выбывшие участники                                                                               | | | |                              |                              |
| Антон Авдеев         | н/д  | 48 %                          | Выпуск 2. Выбывшие участники  | Выпуск 2. Выбывшие участники  | Выпуск 2. Выбывшие участники  | Выпуск 2. Выбывшие участники                                                                               | Выпуск 2. Выбывшие участники                                                                               | Выпуск 2. Выбывшие участники                                                                               | Выпуск 2. Выбывшие участники                                                                               | Выпуск 2. Выбывшие участники                                                                               | Выпуск 2. Выбывшие участники                                                                               | | | |                              |                              |
| Алиса Фельдштейн     | н/д  | 48 %                          | Выпуск 2. Выбывшие участники  | Выпуск 2. Выбывшие участники  | Выпуск 2. Выбывшие участники  | Выпуск 2. Выбывшие участники                                                                               | Выпуск 2. Выбывшие участники                                                                               | Выпуск 2. Выбывшие участники                                                                               | Выпуск 2. Выбывшие участники                                                                               | Выпуск 2. Выбывшие участники                                                                               | Выпуск 2. Выбывшие участники                                                                               | | | |                              |                              |
| Эльдар Трамов        | н/д  | 48 %                          | Выпуск 2. Выбывшие участники  | Выпуск 2. Выбывшие участники  | Выпуск 2. Выбывшие участники  | Выпуск 2. Выбывшие участники                                                                               | Выпуск 2. Выбывшие участники                                                                               | Выпуск 2. Выбывшие участники                                                                               | Выпуск 2. Выбывшие участники                                                                               | Выпуск 2. Выбывшие участники                                                                               | Выпуск 2. Выбывшие участники                                                                               | | | |                              |                              |
| Группа «Folk Time»   | н/д  | 37 %                          | Выпуск 2. Выбывшие участники  | Выпуск 2. Выбывшие участники  | Выпуск 2. Выбывшие участники  | Выпуск 2. Выбывшие участники                                                                               | Выпуск 2. Выбывшие участники                                                                               | Выпуск 2. Выбывшие участники                                                                               | Выпуск 2. Выбывшие участники                                                                               | Выпуск 2. Выбывшие участники                                                                               | Выпуск 2. Выбывшие участники                                                                               | | | |                              |                              |
| Алла Пугачёва        | 89 % | Выпуск 1. Презентация проекта | Выпуск 1. Презентация проекта | Выпуск 1. Презентация проекта | Выпуск 1. Презентация проекта | Выпуск 1. Презентация проекта                                                                              | Выпуск 1. Презентация проекта                                                                              | Выпуск 1. Презентация проекта                                                                              | Выпуск 1. Презентация проекта                                                                              | Выпуск 1. Презентация проекта                                                                              | | | | |                              |                              |

     Алла Пугачёва только презентовала шоу и не участвовала в его основном конкурсе
     Участник, выбывший из проекта (Аяна Касымова покинула проекта в 6 программе, но специальным решением жюри прошла в финал)
     Победитель проекта
     Участник, занявший второе место
     Участник, занявший третье место

## Критика
Так как проект изначально был поставлен в телевизионной сетке за 45 минут до шоу «Голос» на Первом канале, избежать сравнений этих одножанровых программ было невозможно. Соглашаясь с интересной идеей «Артиста», критики указывали, на то, что слишком долго приходится ждать выхода участника на сцену (сначала показывают видео-открытку о нём, затем берут интервью перед исполнением песни), что не все исполнители, в отличие от «Голоса», имеют хороший вокал. Кроме того, нарекания вызывал и музыкальный репертуар исполнителей. Из-за того, что шоу идёт в прямом эфире, возникают некоторые технические накладки, а непрофессиональный ведущий Владимир Яглыч постоянно запинается.
Первый выпуск проекта с участием Аллы Пугачёвой имел достаточно высокий рейтинг. По данным исследовательской компании TNS Global в рейтинге «ТОП 100 программ недели» проект располагался на 28 месте (а если учитывать только день недели пятницу — тогда на 2-м месте, сразу после «Голоса»). Второй выпуск опустился до 89 места в «ТОП 100 программ недели» (12-е место по пятнице), после чего, с 19 сентября проект был передвинут в телевизионной сетке с 21 часа до 23 часов. Из-за такого смещения программа стала заканчиваться в 3-м часу ночи.